# Aïcha (film)
Pour plus de détails, voir Fiche technique et Distribution.
Aïcha est un film réalisé par Mehdi Barsaoui, sorti en 2024.

## Synopsis
Dans une région défavorisée du Sud de la Tunisie, Aïcha, une jeune femme dans la vingtaine, tente de concilier un emploi précaire dans un hôtel et ses responsabilités familiales. Lorsqu'elle survit à un grave accident de la route, elle choisit de disparaître et de refaire sa vie à Tunis sous une fausse identité. Alors qu'elle espère enfin s'émanciper, un incident auquel elle assiste dans une boîte de nuit va bouleverser son existence. Prise malgré elle dans un système répressif et corrompu, Aïcha se retrouve confrontée aux limites de sa liberté et aux violences sociales de son pays.

## Fiche technique
- Titre : Aïcha
- Réalisation : Mehdi Barsaoui
- Scénario : Mehdi Barsaoui
- Photographie : Antoine Héberlé
- Montage : Camille Toubkis
- Musique : Amine Bouhafa
- Pays d'origine : Tunisie - France - Qatar - Arabie saoudite - Italie[1]
- Format : couleurs
- Genre : drame
- Durée : 123 minutes
- Date de sortie : 2024

## Distribution
- Fatma Sfar : Aya Dhaoui
- Héla Ayed
- Ala Benhamad : Karim
- Yasmine Dimassi
- Badis Galaoui : Nouri
- Nidhal Saadi (ar)